# سوسيجينيس
سوسيجينيس الإسكندري (باليونانية: Σωσιγένης)‏ هو عالم فلك قديم يوناني.
يذكر بلينيوس الأكبر في موسوعة التاريخ الطبيعي (18 : 210–212) فإن يوليوس قيصر قد استشاره بخصوص تصميم التقويم اليولياني، حيث أشار بإضافة يوم للتقويم كل أربع سنوات، وتُسمّى السنة التي تحوي اليوم الإضافي السنة الكبيسة، في حين تُسمى أي سنة أخرى بالسنة البسيطة. وقلّص هذا الإجراء الأخطاء في حساب الزمن إلى حد كبير، إلى أن قام غريغوريوس الثالث عشر بتصحيحاته الإضافية عام 1582.